# Кастроно
Кастроно (итал. Castronno) је насеље у Италији у округу Варезе, региону Ломбардија.
Према процени из 2011. у насељу је живело 3976 становника. Насеље се налази на надморској висини од 357 м.

## Становништво
| 1936. | 1951. | 1961. | 1971. | 1981. | 1991. | 2001. | 2011. |
| ----- | ----- | ----- | ----- | ----- | ----- | ----- | ----- |
| 1.480 | 2.020 | 2.754 | 3.595 | 4.520 | 4.593 | 4.842 | 5.248 |